# Капустин, Николай Данилович
Капустин Николай Данилович (родился 4 июня 1921) — капитан 1-го ранга (1961), специалист в области систем управления ракетных комплексов различного назначения, ученый, лауреат премии Правительства РФ (2003 г.), защитник Ленинграда.

## Биография
Капустин Николай Данилович родился 4 июня 1921 году в деревне Казаки, Тульской области. В 1942 году закончил обучение в Высшем военно-морском училище им. М. В. Фрунзе. В 1953 году выпучился из Военно-морской академии им. К. Е. Ворошилова. В ходе Великой Отечественной войны служил в Онежской флотилии и на Балтийском флоте. За время службы занимал должность командующего катером, звеном минных и торпедных катеров, дивизиона кораблей.
В послевоенные годы в период с 1953 по 1958 год занимал должность военпреда и начальника приемки. Затем Капустин в должности заместителя, а позднее начальника руководил управлением в научно-исследовательском институте реактивного вооружения Военно-морского флота.
8 января 1982 году Капустин был уволен в запас, продолжил свою деятельность в качестве научного сотрудника. Он отвечал за исследования в области разработки ракетных комплексов ВМФ. Принимал участие в проведении конструкторских и испытаний. За время научной деятельности написал более 100 трудов и является автором более 20 изобретений.

## Награды
- Орден Красного Знамени
- Орден Красного Знамени[2]
- Орден Отечественной войнв II степени[3]